# Okushiri, Hokkaido
Okushiri (japanska: 奥尻町?, Okushiri-chō) är en landskommun (köping) i Hokkaido prefektur i Japan. Det är den enda kommunen på ön Okushiri, cirka 20 kilometer från Hokkaido. Okushiri drabbades hårt av en jordbävning 1993 och 165 personer miste livet på ön. 